# تايلور بوتشولز
تايلور بوتشولز (بالإنجليزية: Taylor Buchholz)‏ هو لاعب كرة قاعدة أمريكي، ولد في 13 أكتوبر 1981 في بلدة مريون السفلى ‏ في الولايات المتحدة.

## وصلات خارجية
- تايلور بوتشولز على موقع دوري كرة القاعدة الرئيسي (الإنجليزية)
- تايلور بوتشولز على موقعبيزبول رفرنس.كوم (الدوري الرئيسي) (الإنجليزية)
- تايلور بوتشولز على موقعبيزبول رفرنس.كوم (الدوري الثانوي) (الإنجليزية)
- تايلور بوتشولز على موقع إي إس بي إن.كوم (أم.أل.بي) (الإنجليزية)
- تايلور بوتشولز على موقع مشجعي الرسوم البيانية (الإنجليزية)